# Contra Publi Vatini
Contra Publi Vatini (en llatí: In P. Vatinium) és un discurs de l'escriptor i polític romà Ciceró pronunciat l'any 56 aC com a part del procés judicial contra Publi Sesti. Ciceró, que defensava l'acusat, va interrogar Publi Vatini (tribú). Aquest discurs és una interrogatio, és a dir, una refutació dels testimonis en els processos judicials. I l'orador va aprofitar aquest discurs per atacar Publi Vatini (tribú), que era un enemic polític i personal.

## Context
La naturalesa d’aquesta interrogatio ens arriba mitjançant les paraules de Quintilià i les anotacions d’un escoliasta. Sabem aquest discurs es va pronunciar després de les orationes perpetuae, és a dir, els testimonis dels patrons en el judici en contra de Publi Sesti. Publi Sesti va ser, primerament, acusat de dos delictes: de tràfic electoral (de ambitu) per Gneu Neri i d’actuació violenta (de vi) per P. Alboniovà. Vatini va ser només partidari de la primera acusació tot i que aquesta primera acusació va ser abandonada per tal de centrar-se només en la segona acusació. Per tant, Vatini va ser testimoni en contra de la seva voluntat. Quan Vatini va fer la seva compareixença es va mostrar «irritat amb tothom», ja que els oradors de la defensa van donar a entendre les seves relacions anteriors amb l’acusador, convertint-lo en co-acusador més que en testimoni. Va aprofitar la seva declaració per a criticar el mateix Ciceró. És després d’aquesta declaració de Vatini quan es va produir la interrogatio de Ciceró, que va haver de respondre els atacs personals de Vatini i a més a més, destruir el seu testimoni. Ciceró es va centrar en l’actuació pública de Vatini mentre era tribú de la plebs de l’any 59 per tal de desacreditar-lo, recordant el seu dubtós passat, els seus defectes de manera que Vatini, que pretenia ser l’acusador de Publi Sesti, va acabar sent l’acusat.

## Acusació
El mateix títol, In Vatinium, del discurs denota que és un discurs en contra d’una persona. Ciceró acusa Vatini per la seva actuació com a tribú de la plebs durant l’any 59, ja que durant aquest període Vatini es va guanyar el títol de personatge conflictiu. La raó va ser la seva oposició al cònsol Marc Bíbul, les mesures legislatives durant el seu tribunat, el suport a Clodi, que li va prestar per evitar ser jutjat.

## Estructura
Segons J. M. Baños Baños l'estructura del discurs constaria de quatre parts:
1.	Consta d’una introducció (1-3) en la que l’orador justifica per què ha decidit interrogar el testimoni.
2.	Abans de començar l’interrogatori, Ciceró respon als atacs proferits per Vatini (4-9): aquest li va recordar a l’orador la seva recent defensa a Gai Corneli, tribú de la plebs del 57 que havia destacat per les seves idees demòcrates. A més en aquesta part obliga l’orador a justificar-se pel seu precipitat exili. Ciceró recrimina l’abandonament patit pels que considerava amics. A més, d’haver de justificar-se de l’acusació feta per Vatini sobre el retorn de l'exili que, segons l’acusador, es va deure a raons de convivència política.
3.	La part central de l'interrogatio (10-39) constitueix un repàs crític a la carrera política de Vatini, des de la seva qüestura i la seva estada a Hispània com a llegat (10-12), passant per la seva actuació com a tribú de la plebs i el seu menyspreu als auspicis (13-18), el seu intent fracassat per ser nomenat àugur (19-20). La seva oposició al cònsol Marc Bíbul (21-23), la utilització del delator Veti contra els seus enemics polítics (24-26), les mesures legislatives durant el seu tribunat (27-28), la seva ambició pels diners (29), la seva actitud durant el banquet de Quint Arri (30-32), el suport que Clodi li va prestar per evitar ser jutjat (33-34) i la dubtosa legalitat del seu nomenament com a legat de Cèsar a les Gàl·lies, a més, l'opinió que el general té sobre Vatini (35-39)
4.	Per a concloure, (40-42), l’orador insisteix, sobretot, en la contradicció que suposa el fet que Vatini considerés que Sesti no devia ser acusat d’actuació violenta (de vi), tot i que es va prestar a declarar en contra seu durant el procés.

## Estil
Tot i ser una interrogatio, per les seves característiques i contingut, no tenia l'estructura habitual ni tampoc seguia les normes de composició retòrica d’un discurs judicial. Per tant, és molt habitual en tot el discurs una reiteració en la manera de formular les preguntes i una escassa variació del vocabulari.

## Resultat
Ciceró va fer un gran treball en aquesta interrogatio, ja que el resultat va ser l’absolució per unanimitat de Sesti. Tot i que va suposar un seriós menyscapte per a Vatini, no va ser el final de la seva carrera política, ja que finalment va arribar a ser cònsol l’any 47.

## Transmissió textual
Són diversos els códex on s'han trobat el text. Per començar, al segle IX es va trobar al còdex Parisinus 7794 (P). En aquest mateix còdex es va trobar el Bernensis 139 (B) del segle XII-XIII. Seguidament, en el còdex B es va trobar descrit el còdex Σ, còdex Parisinus 14749, del segle xv. I al Σ trobem descrit el còdex ω, Guelferbytanus 205.
Altres còdex on s'han trobat l'interrogatio han sigut el còdex Gemblacensis (G), ara anomenat Bruxellensis 5345 del segle XII; també el còdex Erfurtensis (E) del segle XII- XIII; i, el còdex Monacensis I 5734 del segle xv. Un altre còdex on s'han trobat, en aquest cas, fragments truncats és el Hbkc. I en aquest es citen dos còdex que estan conservats al Museu Britànic: Burn. 157 i el Harl. 2681.